# 維西尼
維西尼（義大利語：Vicenzi，香港稱為維鮮牌）是一家總部位于意大利圣乔瓦尼-卢帕托托的食品公司。它由玛蒂尔达·维森齐于1905年创立。維西尼生产各种饼干和蛋糕。该公司在欧洲有四个生产基地，产品出口到约70个国家。2005年，維西尼从帕玛拉特手中收购了1984年开业的位於意大利努斯科的一家面包厂。